# Discos en català publicats el 2005
Aquestos són els discos i treballs musicals en català publicats al llarg de l'any 2005, classificats per ordre alfabètic.
| Disc                             | Grup o cantant        | Discogràfica       | Comentari                                                                                                 |
| -------------------------------- | --------------------- | ------------------ | --- |
| Assalt 43                        | Assalt 43             |                    | [ 1 ] |
| Comptant sargantanes             | Sergi Contrí          | Cambra Records     | [ 2 ] |
| Cor de porc                      | L'Ham de Foc          | Galileo            | [ 3 ] |
| De totes maneres                 | Entregirats           | Picap              | [ 4 ] |
| Desglaç                          | Miguel Poveda         | Discmedi           | [ 5 ] |
| Dumbala Canalla                  | Dumbala Canalla       | Pae                | [ 6 ] |
| El món sona                      | Cercavins             | Discmedi / Satchmo | Presentat l'1 de desembre de 2005                                                                         |
| El ritme de les paraules         | Araceli Aiguaviva     | Satchmo            | Presentat l'hivern de 2005                                                                                |
| En moviment!                     | Obrint Pas            | Propaganda pel fet | Enregistrat en directe a València, dins del concert de la Diada del 25 d'Abril                            |
| I a prendre pel cul!!!           | Antitank              |                    | [ 9 ] |
| Luxúria                          | Le petit Ramon        | Discmedi           | [ 10 ] |
| Miracle                          | Cardoner              | Picap              | Presentat al mes d'abril de 2005                                                                          |
| Mística domèstica                | Roger Mas             | K Indústria        | Es presenta al BarnaSants de 2006                                                                         |
| Plou plom                        | Cheb Balowski         | Kasbah Music       | Publicat l'1 de març de 2005                                                                              |
| Sants sistema                    | Pirat's Sound Sistema | Propaganda pel Fet | [ 14 ] |
| Sisa al Zeleste 1975             | Jaume Sisa            | Enderrock Discos   | Publicat per la revista Enderrock per motiu del 30 aniversari de la cançó Qualsevol nit pot sortir el sol |
| S'ha acabat el seny              | Rauxa                 | Música Global      | Publicat l'1 de març de 2005                                                                              |
| Souvenirs                        | Whiskyn's             | Música Global      | [ 16 ] |
| Vida i miracles de l'home viciós | Ariel Santamaria      | Ed. Singulars      | Publicat al mes de desembre de 2005                                                                       |